# Listas do AFI de 100 Anos...
O Instituto Americano de Cinema, celebrando o 100° aniversário do cinema estadunidense, criou várias listas dedicadas aos filmes daquele país.
As listas são as seguintes:
- 1998: 100 Anos... 100 Filmes (Os 100 melhores filmes estadunidenses)
- 1999: 100 Anos ... 100 Estrelas (As 50 maiores lendas do cinema estadunidense)
- 2000: 100 Anos... 100 Gargalhadas (As 100 melhores comédias estadunidenses)
- 2001: AFI's 100 Years... 100 Thrills
- 2002: 100 Anos... 100 Paixões (Maiores histórias de amor do cinema estadunidense)
- 2003: 100 Anos... 100 Heróis e Vilões (Os 100 maiores heróis e vilões do cinema estadunidense)
- 2004: 100 Anos... 100 Canções (As 100 melhores canções do cinema estadunidense)
- 2005: AFI's 100 Years... 100 Movie Quotes
- 2005: AFI's 100 Years of Film Scores
- 2006: 100 Anos... 100 Vivas (Os 100 filmes estadunidenses mais inspiradores)
- 2007: 100 Anos... 100 Filmes (Os 100 melhores filmes estadunidenses – edição de 10º aniversário)

## Ligação externa
- AFI's 100 Years...(em inglês)